# Фароальд I (герцог Сполето)
Фароальд I (лат. Faroaldus I, итал. Faroaldo I; умер в 591) — лангобардский военачальник, действовавший в Центральной Италии; считается основателем Сполетского герцогства и первым герцогом Сполето (570—592).

## Биография
О герцоге Сполето Фароальде I известно очень немного. Главная причина этого — недостаточное освещение раннесредневековой истории Сполето в источниках.
Во время нашествия лангобардов на Италию он со своим отрядом взял Сполето и Нурсию. Вскоре в Центральной Италии вокруг Сполето он основал самостоятельное герцогство. Во время своего правления Фароальд восстановил оборонительные сооружения города Сполето, разрушенные во время византийско-готских войн Тотилой. При нём начались постоянные войны с находящимся в подчинении Византии Равеннским экзархатом. В 579 году Фароальд захватил и разграбил город Классис, входивший в состав экзархата. Однако между 584 и 588 годами Классис был возвращён византийцами при помощи лангобардского герцога Дроктульфа, поднявшего мятеж против короля Аутари.